# Filip Tronêt
Filip Tronêt (* 11. Mai 1993) ist ein schwedischer Fußballspieler, der seit 2012 bei IF Brommapojkarna unter Vertrag steht.
In der Saison 2010 lief der damals erst 16-Jährige erstmals für die erste Mannschaft des Västerås SK in der dritten schwedischen Liga auf. Mit elf Toren und acht Torvorlagen trug der Schüler aus dem Västerås-Vorort Skultuna maßgeblich zum Wiederaufstieg des Vereins in die Superettan bei.
Der angriffslustige Mittelfeldspieler, von Västerås-Trainer Kalle Granath bereits in der Jugend betreut, erregte mit seinen Toren aus dem Mittelfeld heraus das Interesse sämtlicher Erstliga-Klubs in Schweden und auch einiger ausländischer Vereine. Spätestens nach einem Schaukampf zwischen Nachwuchstalenten aus Süd- und Nordschweden im November 2010, wo Filip Tronêt beide Tore zum 2-1-Sieg der "Norrlaget" auflegte, wurde schließlich auch die nationale Presse auf das Talent aufmerksam.
Eine Knieverletzung hinderte Tronêt 2011 daran, in die erste Phase seiner ersten Saison im Profifußball mit dem Västerås SK einzugreifen. Mit den drei Toren, die er im Laufe der Saison noch erzielte, konnte er den Abstieg seines Teams nicht verhindern und wechselte zum Januar 2012 zu IF Brommapojkarna nach Stockholm.

## Erfolge
Västerås SK
- Aufstieg in die Superettan 2010